# Stäketbron (vägtrafik)

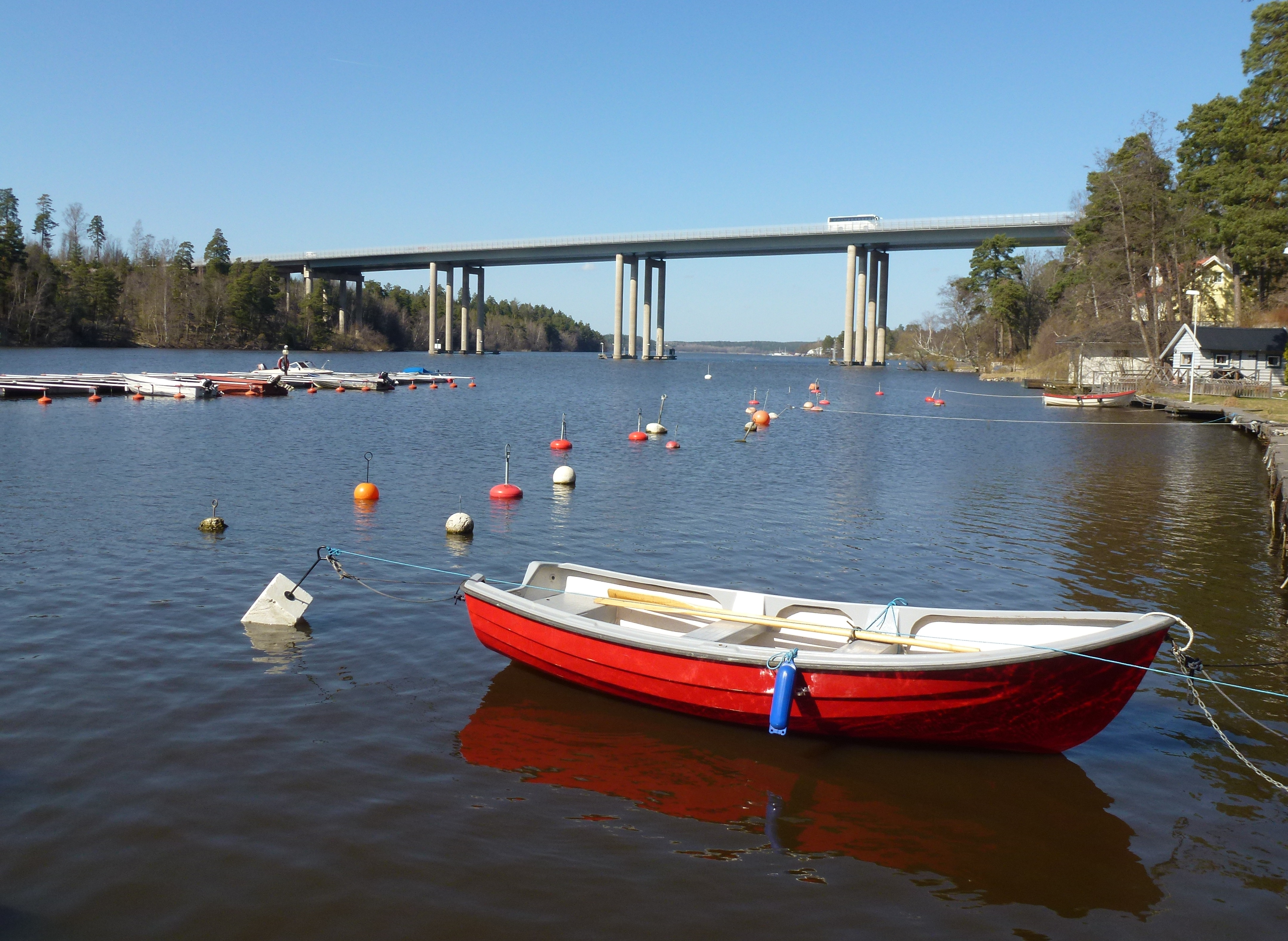
Högbron (E18) över Stäksundet, vy mot norr, 2013.

Stäketbron är namnet på flera broar för väg- och spårtrafik över Stäksundet mellan Upplands-Bro kommun och Järfälla kommun nära kommundelen Stäket. Här beskrivs broarna för vägtrafiken. Det finns idag en högbro och en lågbro för vägtrafik. Ibland räknas även högbron över Ryssgraven till Stäketbroarna.

## Bakgrund

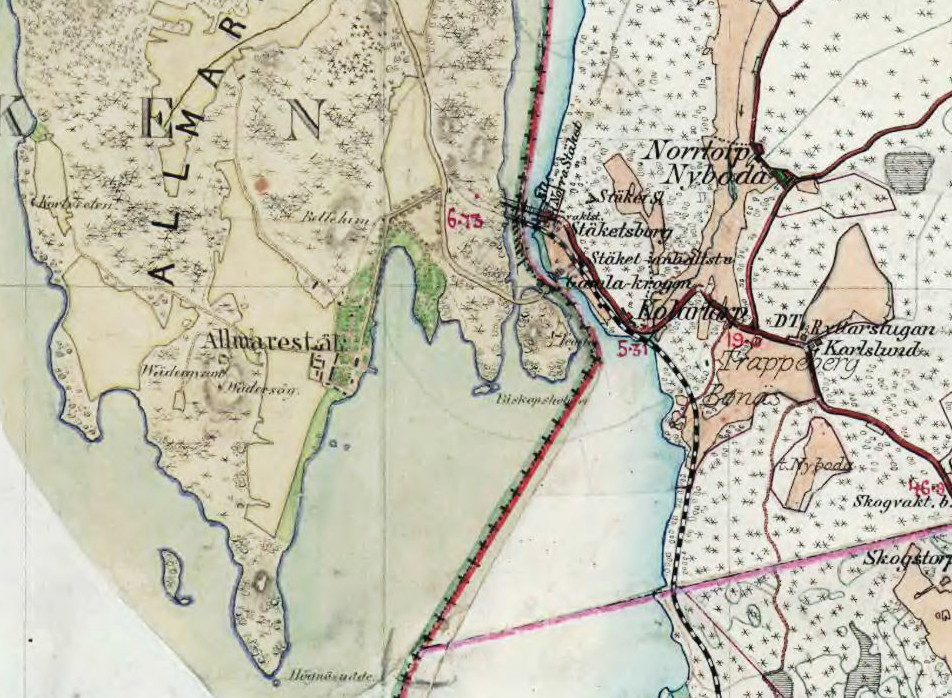
Stäket på häradskartan, västra delen ca 1860-tal (innan järnvägen kom), östra delen omkring 1900 med järnvägs- och vägbron.

En vägförbindelse över Stäksundet var viktigt redan på medeltiden, eftersom här gick den gamla landsvägen (senare kallad Enköpingsvägen) mot Dalarna. Den förband Stockholm med Enköping och Västerås samt Bergslagen,  där den för Sverige så betydelsefulla gruvnäringen fanns. Här gick även en omfattande lokaltrafik  genom de norra delarna av Mälardalen.

## Broar via Stäketsholmen
- Koordinater (bro mellan Stäketsholmen och fastlandet): 59°28′10″N 17°47′42″Ö / 59.46944°N 17.79500°Ö

En färja omtalas för första gången på 1440-talet. Den första bron byggdes av staten på 1630-talet. Den låg söder om den nuvarande och löpte via Stäketsholmen. Bron ersattes och byggdes om ett flertal gånger tills den förstördes under vårfloden 1670 eller 1671. Därefter sköttes trafiken med färjor. På Erik Dahlberghs illustration över Almarestäket från 1690-talet visas emellertid en vindbrygga mellan fastlandet och Stäketsholmen.
År 1804 bekostade Almare-Stäkets gårds ägare, greve och landshövding Samuel af Ugglas en ny bro, eller han lät reparera och bygga om den gamla. Även denna ledde via Stäketsholmen. Han erhöll sedan rätt att uppta bropengar. Från denna bro återstår idag rester av västra brofästet i form av en cirka 15 meter lång, fem meter bred och tre meter hög stensatt konstruktion.

### Minnessten

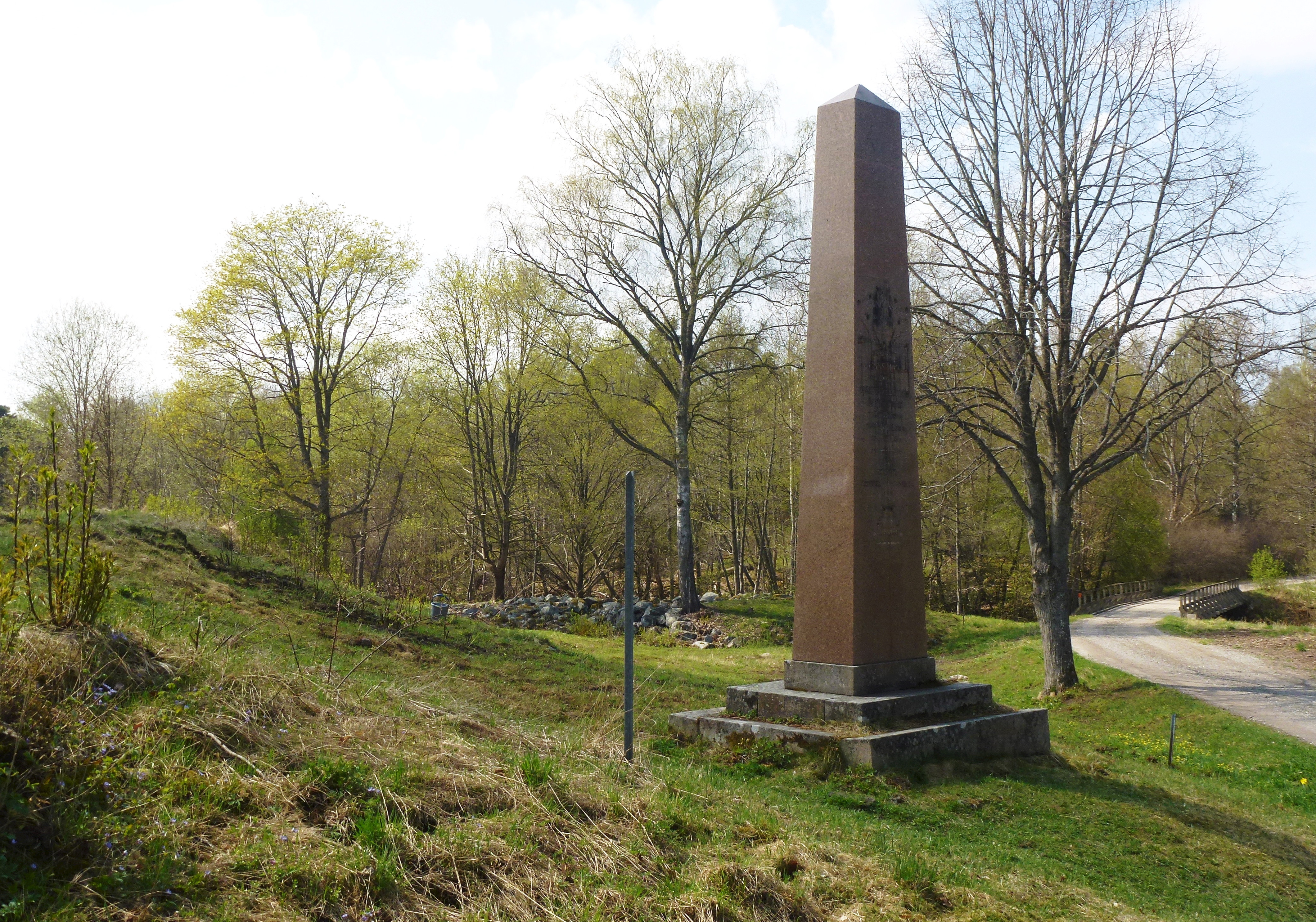
Obelisken med två inskriptioner.

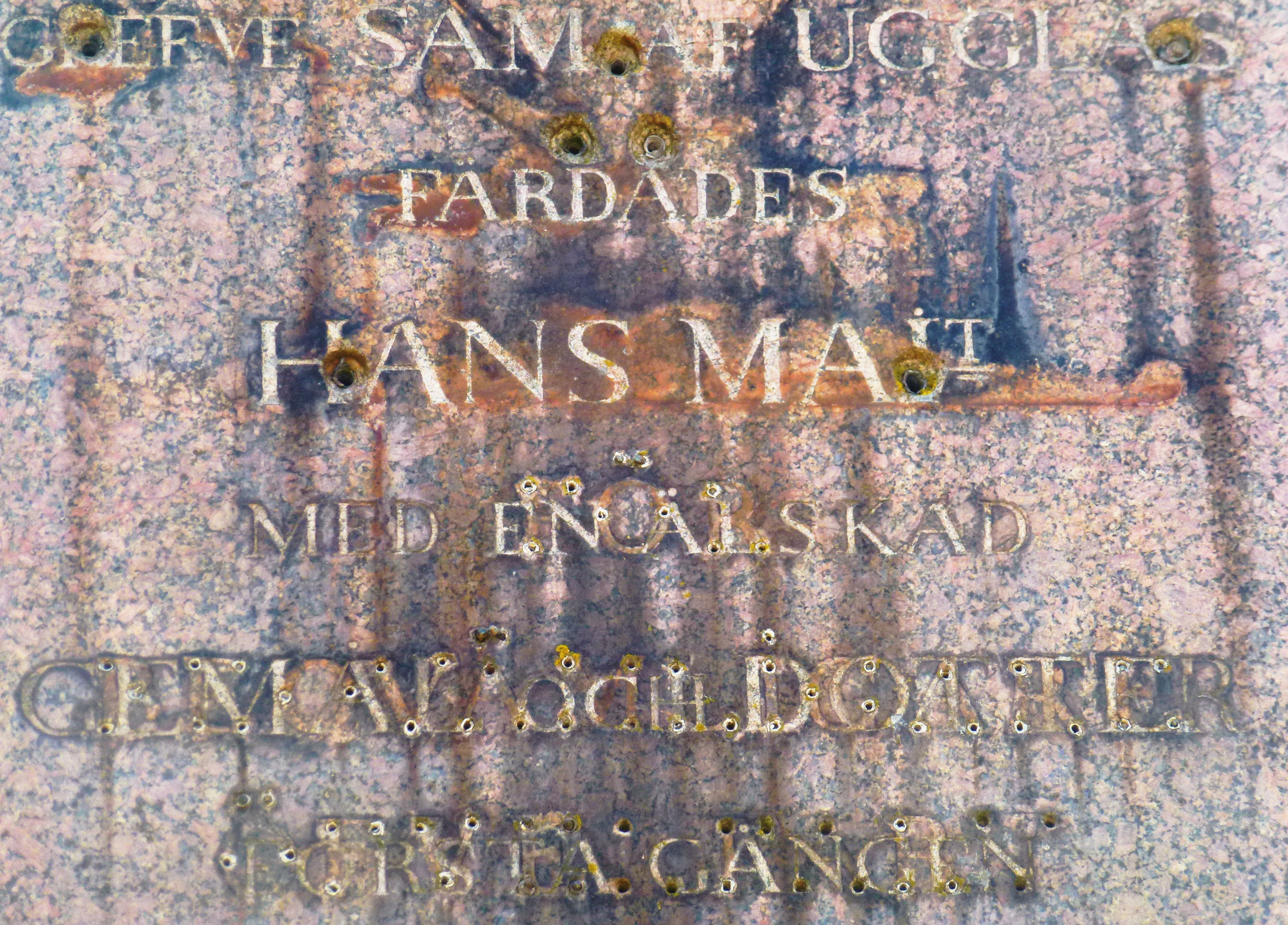
Obeliskens dubbla budskap (del).

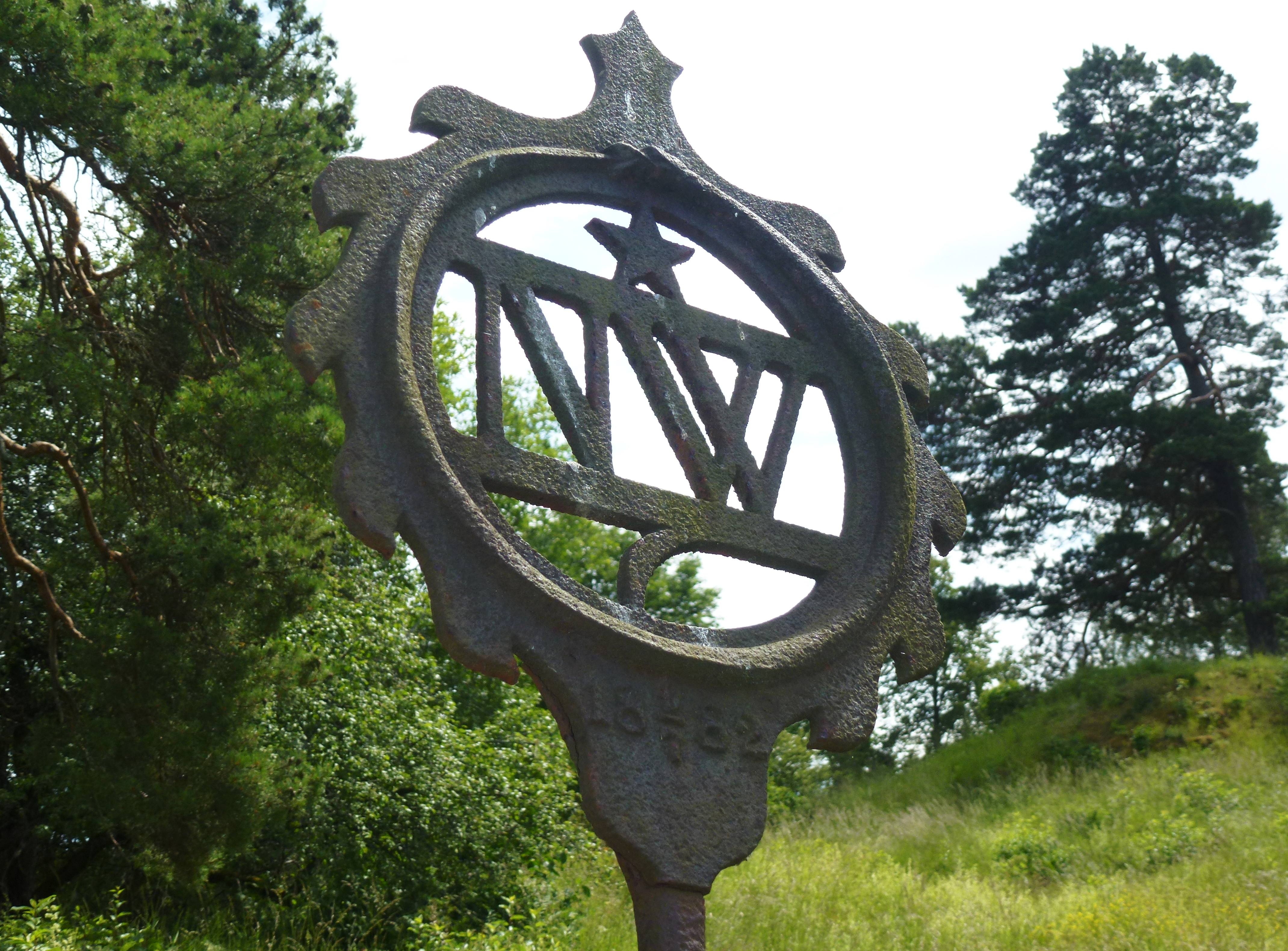
Järnemblem vid obelisken.

För att påminna om den av Samuel af Ugglas bekostade bron och för att hedra Gustav IV Adolf restes vid västra brofästet en cirka fem meter hög obelisk i röd granit. Den bär två över varandra liggande inskriptioner.
 
Den ursprungligatexten lyder:
- ”ÖFVER DENNA BRO SOM 
 PÅ KONUNGENS ÖNSKAN 
 1804 BYGGDES 
 AF GREFVE SAM AF UGGLAS 
 FÄRDADES 
 HANS MAIT 
 MED EN ÄLSKAD GEMÅL OCH DOTTER 
 FÖRSTA GÅNGEN 
 VID ÅTERKOMSTEN 
 FRÅN UTRIKES ORTER 
 DEN 7 FEBRUARI 1805 
 MINNET AF TROGNA  UNDERSÅTERS GLÄDJE 
 AT ÅTERSE SIN ÖFVERHET 
 FÖRVARAS 
 PÅ DENNA STEN.”

Monarken föll i onåd och nästan alla spår efter honom utplånades. Därför sattes en ny text med utanpåliggande bokstäver över den gamla.
Den nya texten lyder: 
- ”FÖR BEQVÄMLIGARE 
 ÖFVERFART 
 BYGGDES 
 DENNA BRO 
 ÅR 1804 
 AF GREFVE SAMUEL AF UGGLAS.”

## Järnemblem
Ungefär nio meter söder om obelisken finns ett järnemblem, fastsatt i en 2,05 meter hög järnstång. Den övre delen har genombruten ornamentik och text "NW" samt därunder ett årtal i relief 18 9/7 82. Emblemet är uppsatt av ordenssällskapet Nordens Wänner. Tidigare fanns här ytterligare ett järnemblem, uppsatt av Föreningen Fornvännen.

## 1800-talets broar
- Koordinater (svängbro): 59°28′22″N 17°47′30″Ö / 59.47278°N 17.79167°Ö

Nästa landsvägsbro byggdes 1862-63, på samma plats som dagens lågbro. Projektet ingick i ett större vägarbete med syfte att förbättra framkomligheten på Enköpingsvägen över Stäksön, bland annat ”rätades ut” den besvärliga Dalkarlsbacken lite längre västerut. 1860-talets bro var en svängbro av järn som vilade på pelare och landfästen av sten. Denna bro rasade 1922 efter en lång tids vanskötsel. Fram till 1927 måste de som passerade bron eller färjan erlägga en avgift. Av dessa pengar skulle sedan bro- eller färjevakten betala arrende direkt till staten eller via Almare-Stäkets ägare.

## Nuvarande låg- och högbro
- Koordinater (högbro): 59°28′38″N 17°47′37″Ö / 59.47722°N 17.79361°Ö

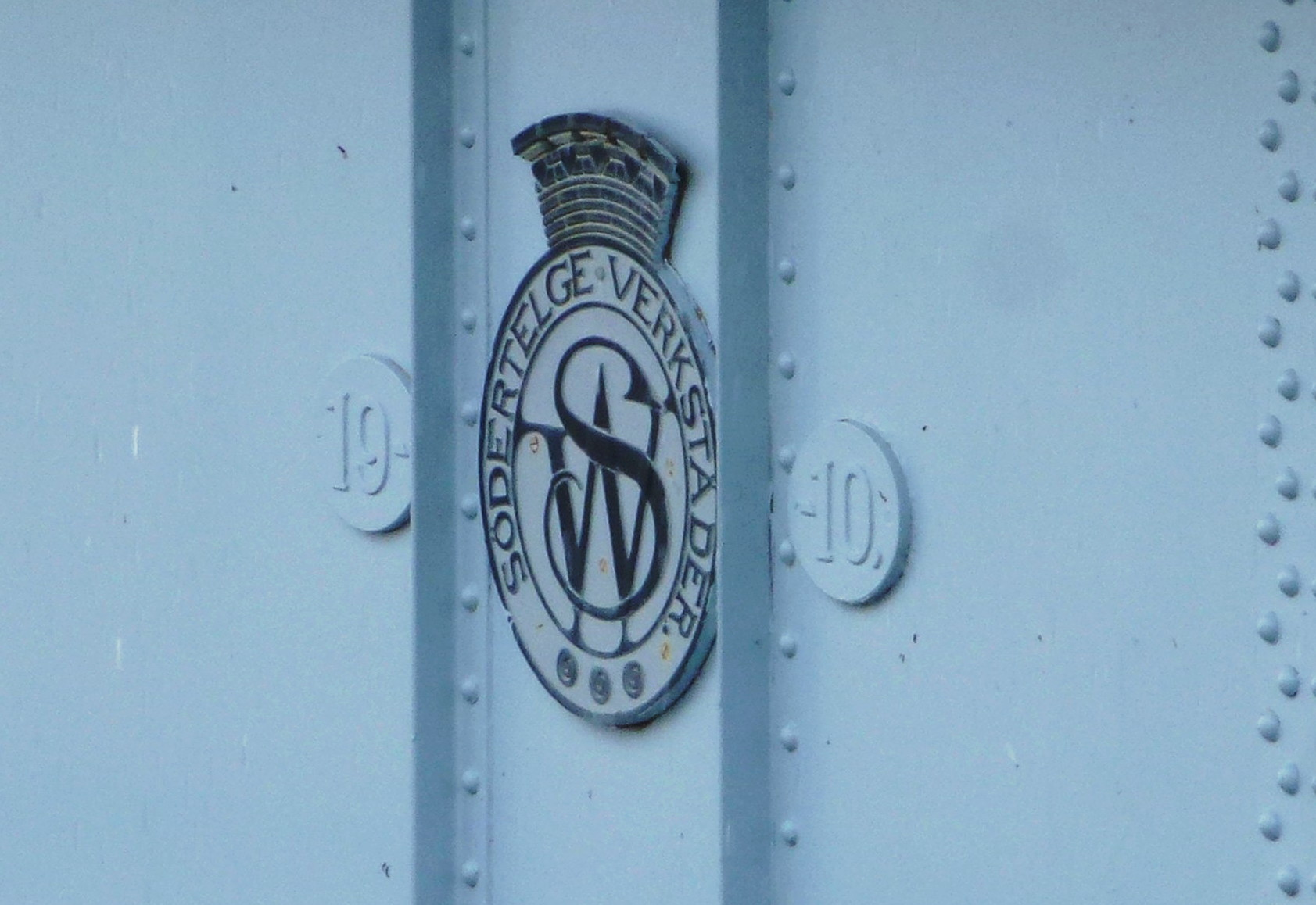
Södertälje Verkstäders signum på brosidan, "SW 1910".

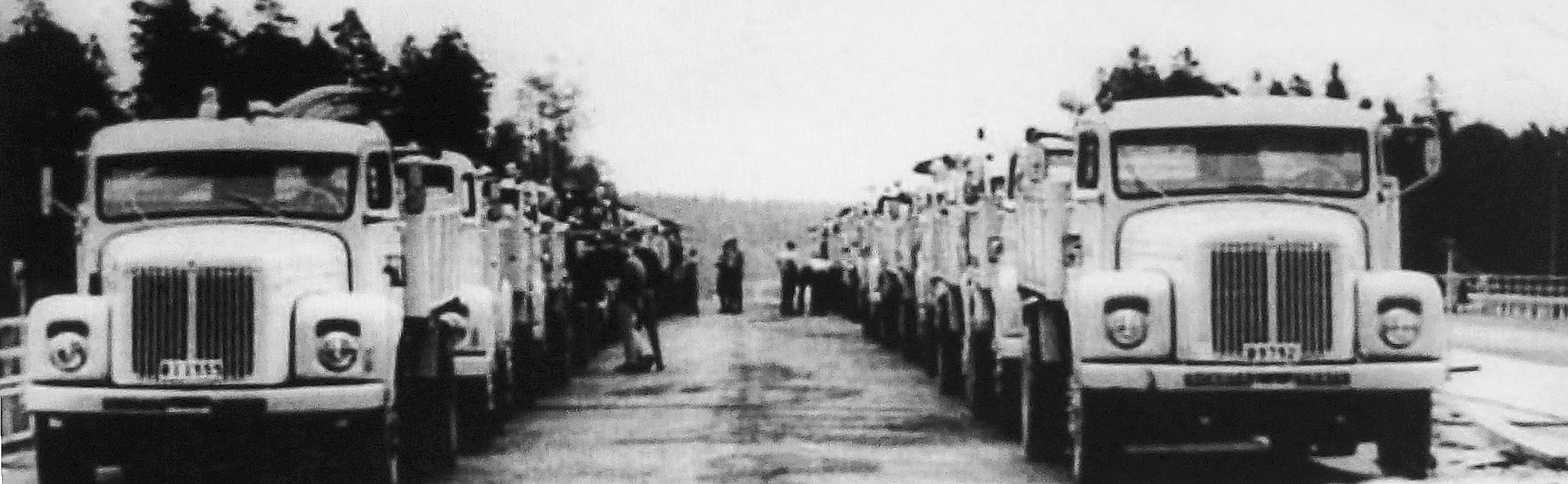
Belastningsprov med 32 lastbilar, 1967.

Därefter användes en provisorisk flottbro tills den gamla svängbron hade reparerats hjälpligt. Anskaffning av en ny svängbro diskuterades, men en sådan skulle kosta över 300 000 kronor. Nuvarande svängbro är den begagnade svängbron över Södertälje kanal som inte behövdes längre (se Mälarbron). Den byggdes 1910 på Södertälje Verkstäder och nyinvigdes i Stäket den 15 maj 1926.
Även denna bro blev var järnkonstruktion, som har segelfri höjd (vid stängd bro) på 2,2 meter och en fri farledsbredd på 7,8 meter. Fram till 1967 var det den enda bron som klarade tung landsvägstrafik mellan Stockholm och Bergslagen. En ny bro som kommer att ersätta den gamla bron från 1926 är under uppförande och beräknas vara färdig under 2024.[uppföljning saknas]
I samband med att den nya sträckningen av E18 över Stäksön tillkom byggdes en motorvägsbro cirka 500 meter norr om de gamla överfarterna, den invigdes 1967 i samband med högertrafikomläggningen. För att testa hållfastheten belastades bron med 32 lastbilar lastade med 15 ton makadam vardera. Motorvägsbron är en högbro i betong med segelfri höjd på 26 meter och en längd av cirka 400 meter.

## Militärbro
Färdvägen via Stäketsholmen och fastlandet krävde ytterligare en bro, nämligen den mellan Stäketsholmen och Steksön. Här finns brons äldre mittupplag av bearbetat gråsten bevarat. Nuvarande bro är en träkonstruktion på stålbalkar, som enligt en minnestavla på broräcket restes 1981 av Svea ingenjörregemente, Ing 1, femte kompani.

## Bilder

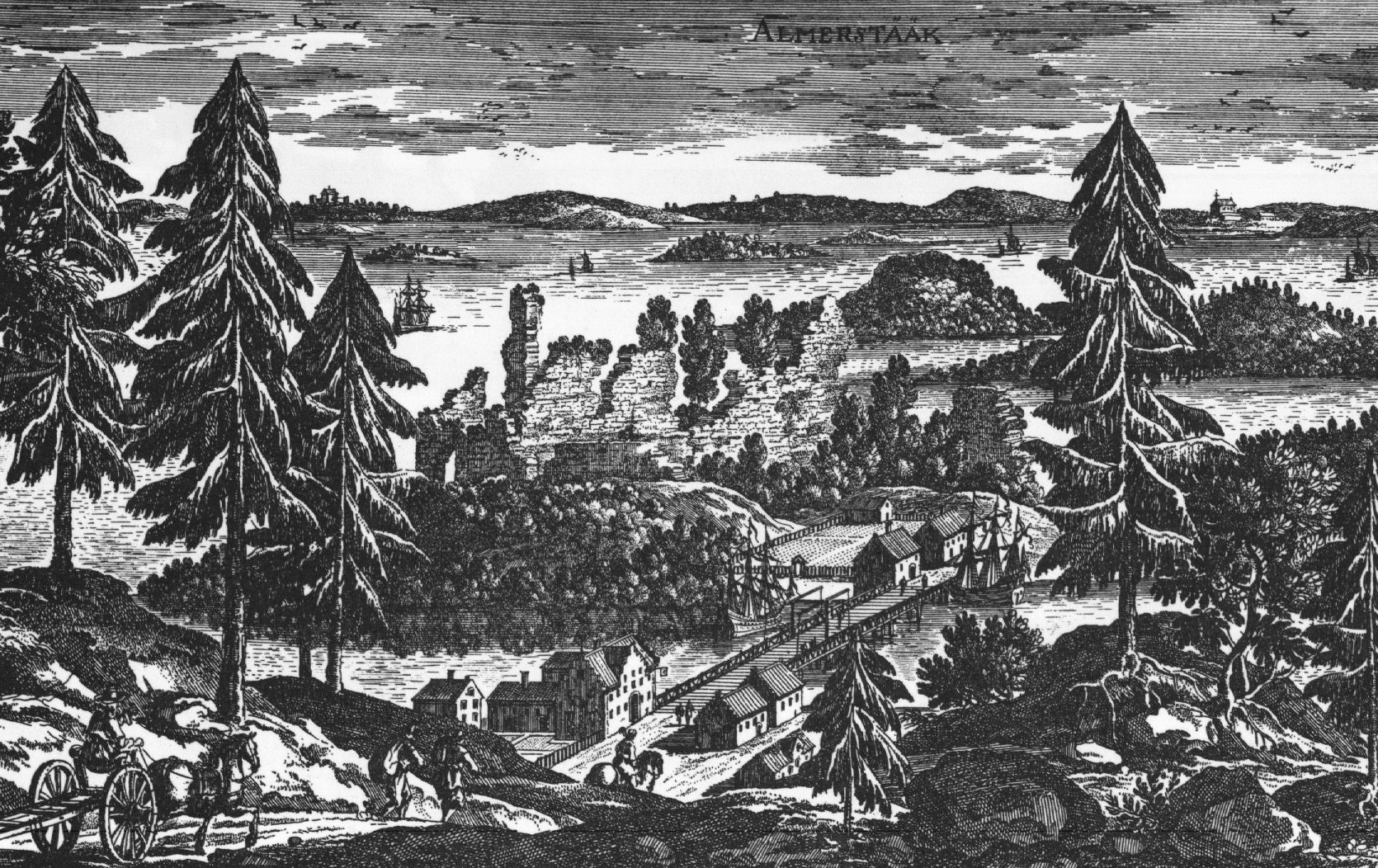
Almarestäket med en vindbrygga, 1690-tal.
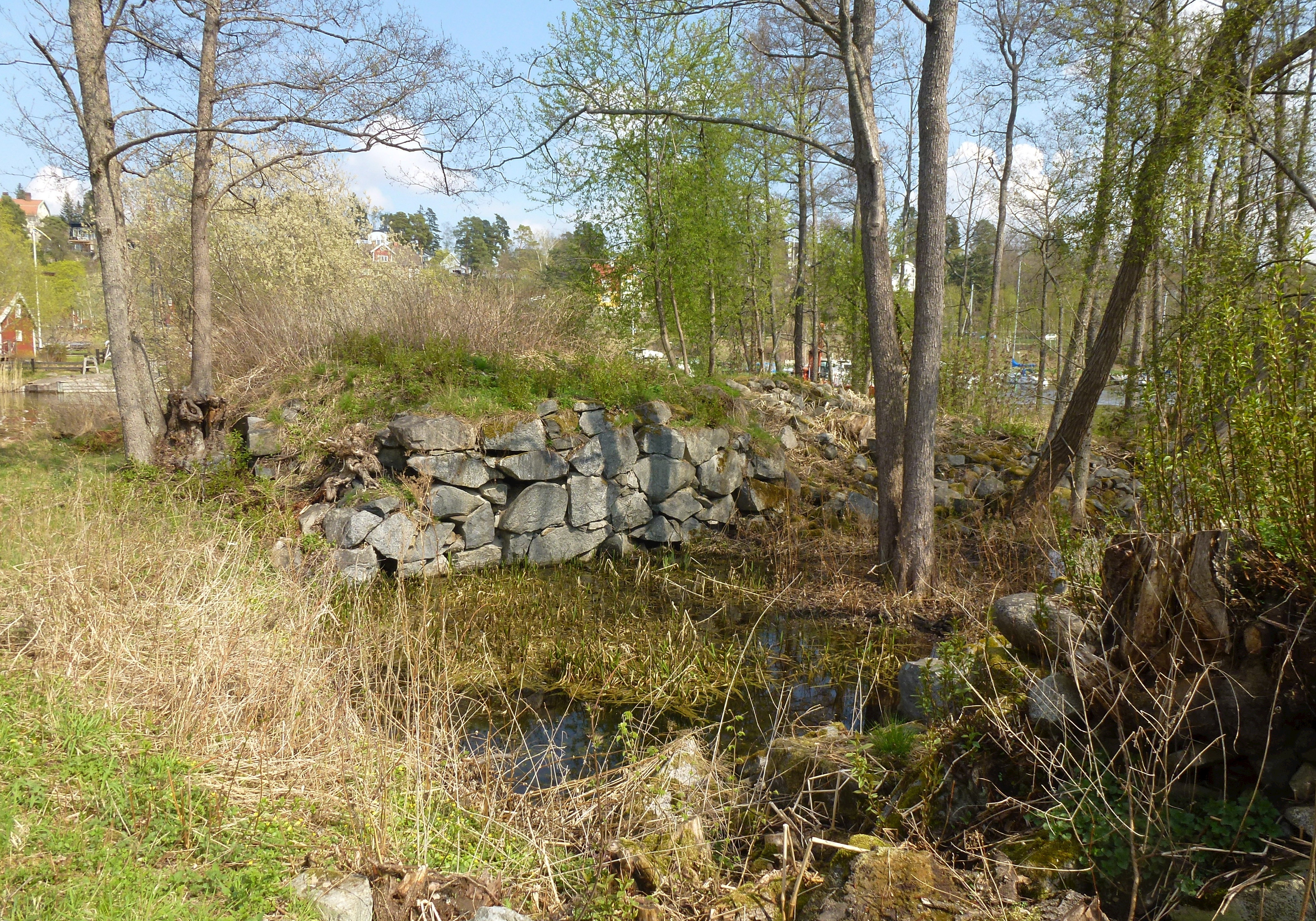
Brofäste efter Samuel af Ugglas' bro på Stäketsholmen.
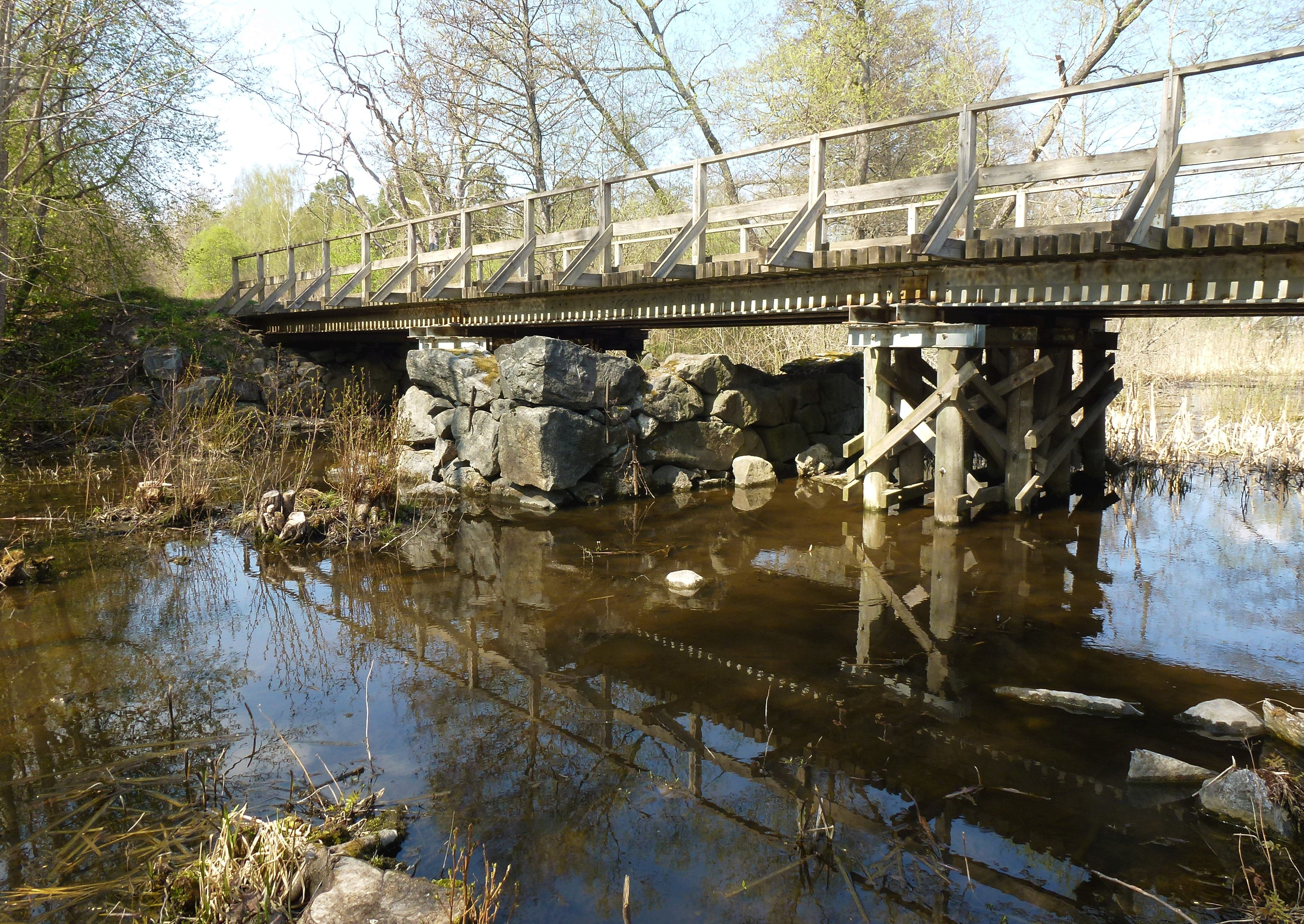
Stäket ingenjörsbron (militärbron) med gamla broupplag i mitten.
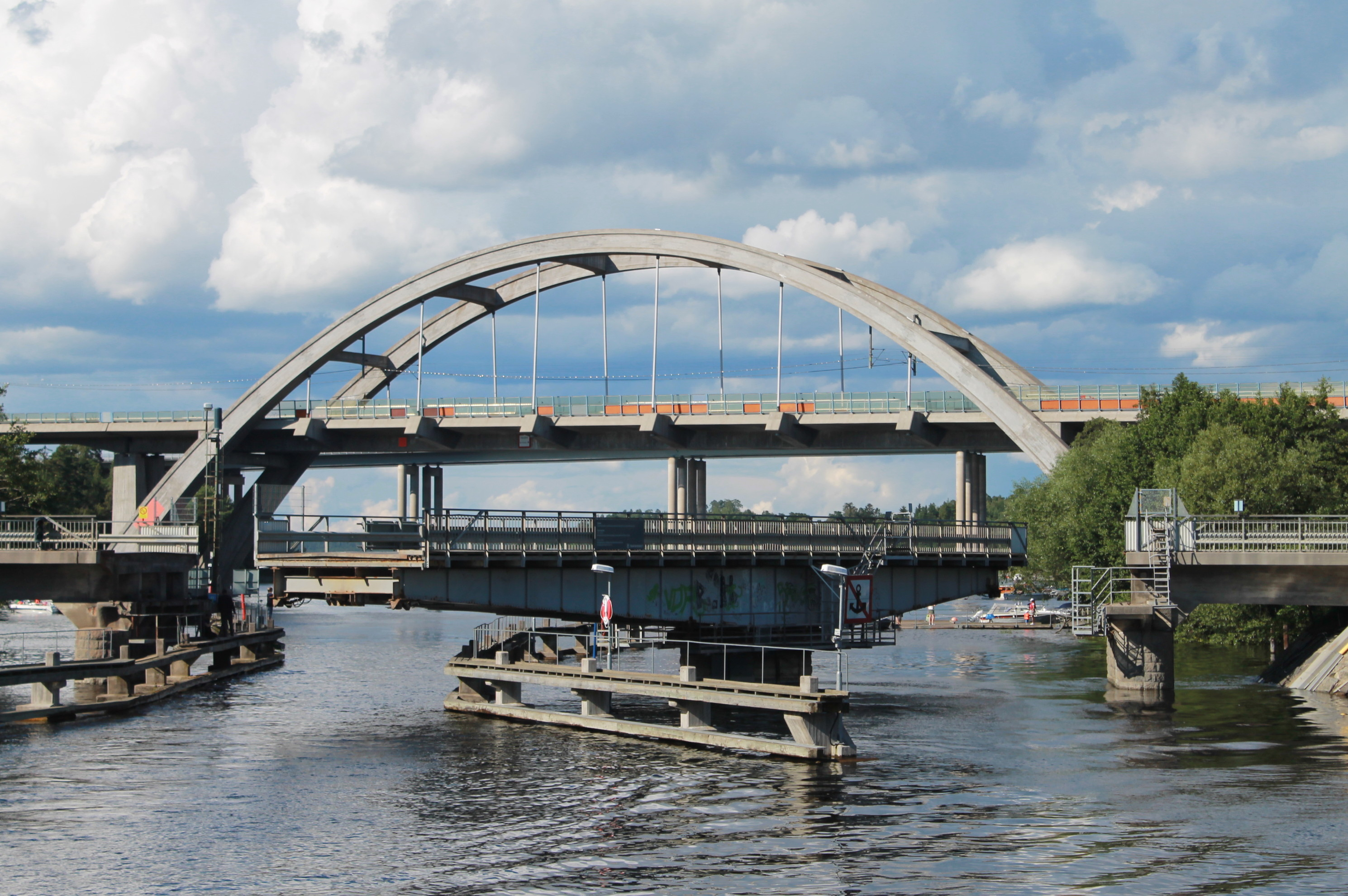
Svängbron från 1926 och järnvägsbron från 2001.
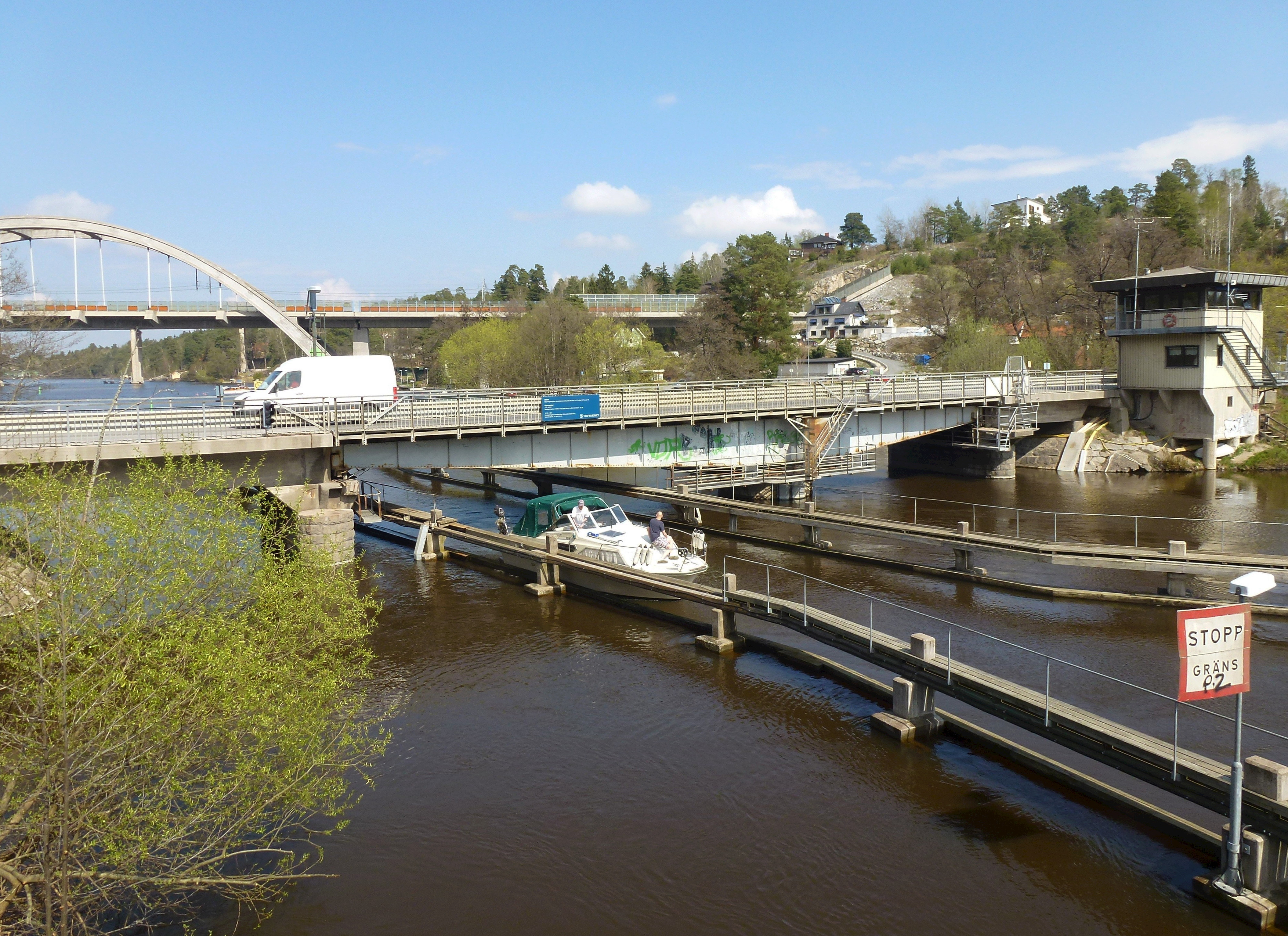
Stäkets svängbro från 1926
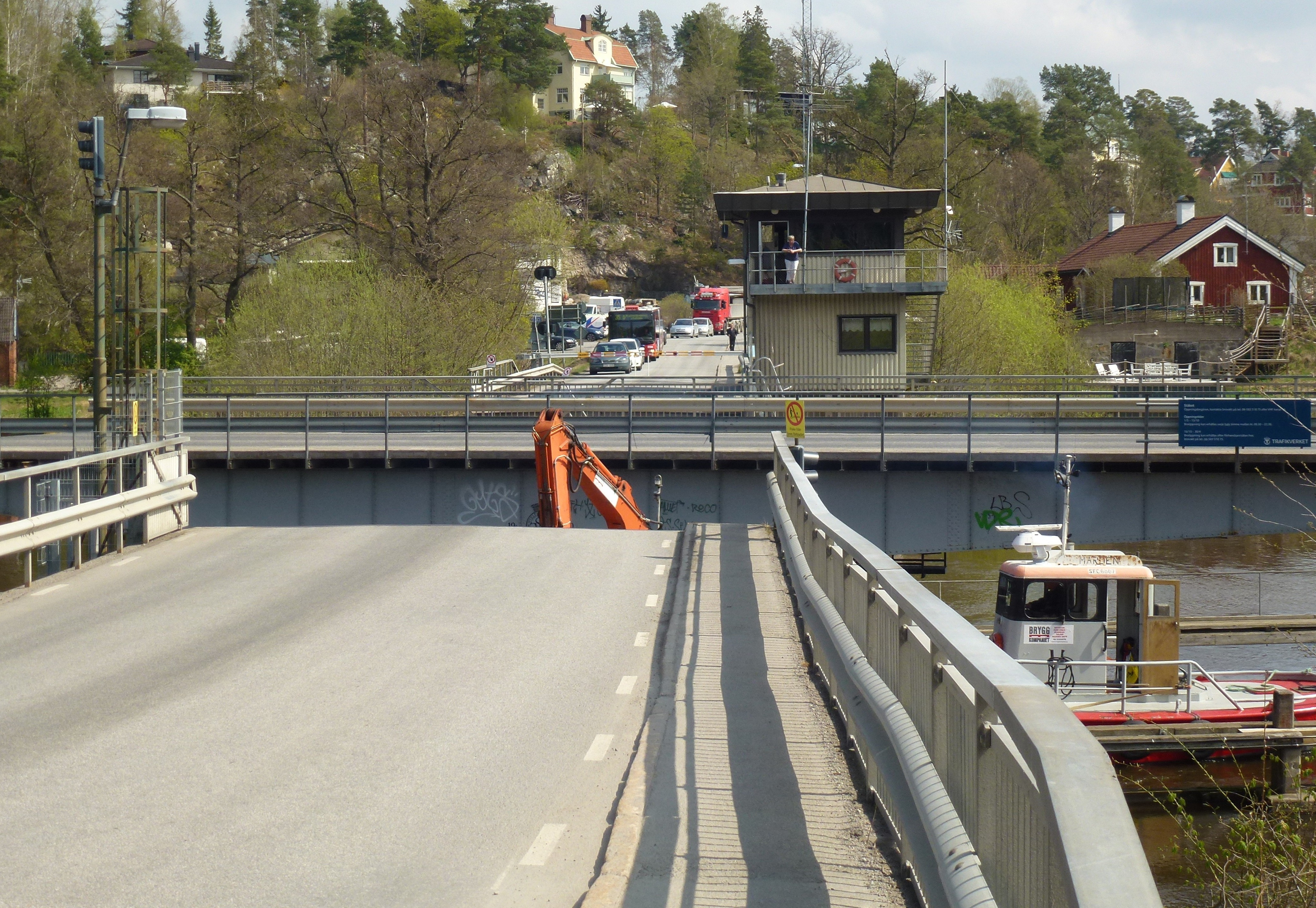
Broöppning, svängbron från 1926.
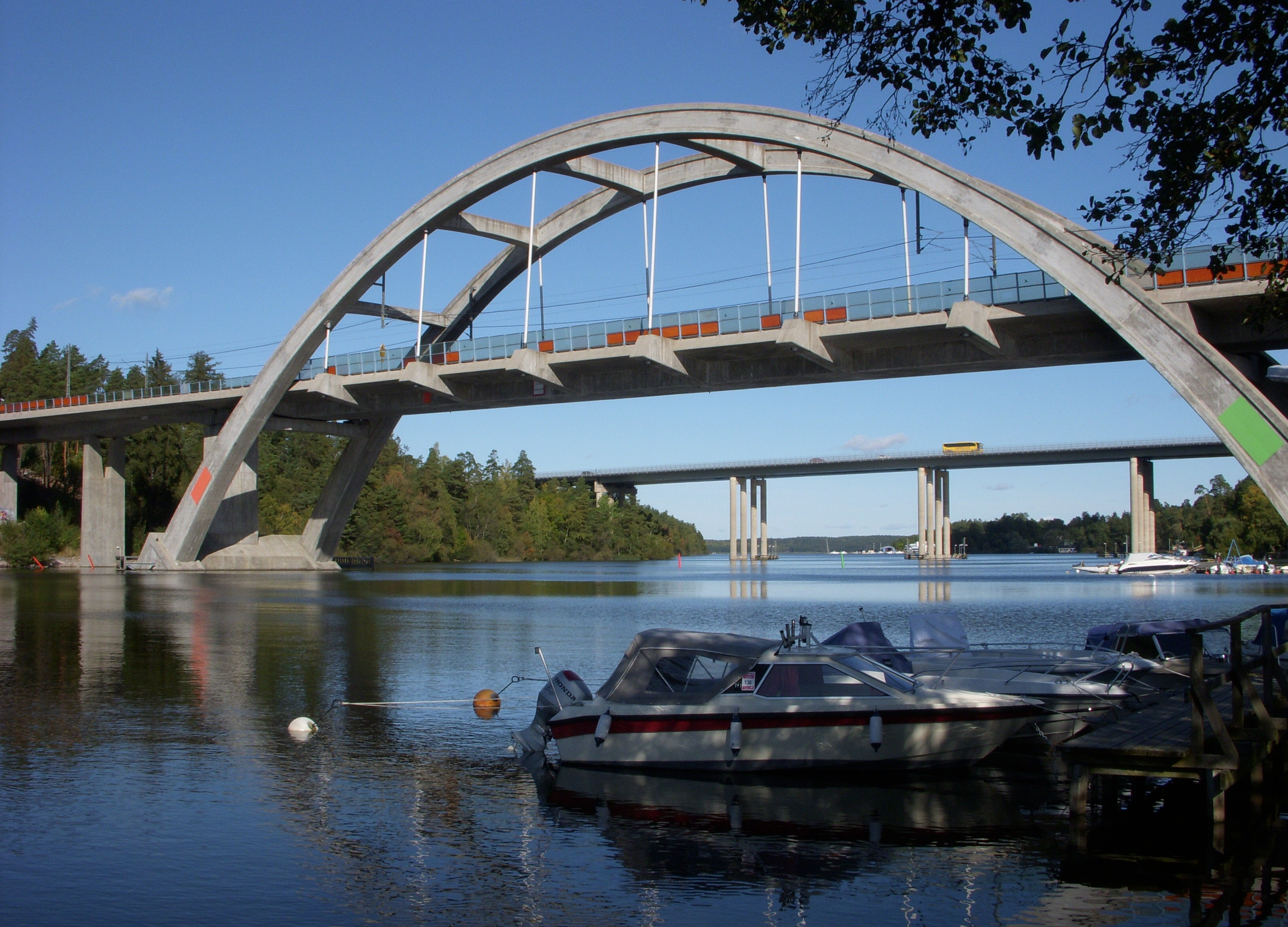
Järnvägsbron från 2001 och motorvägsbron i bakgrunden.
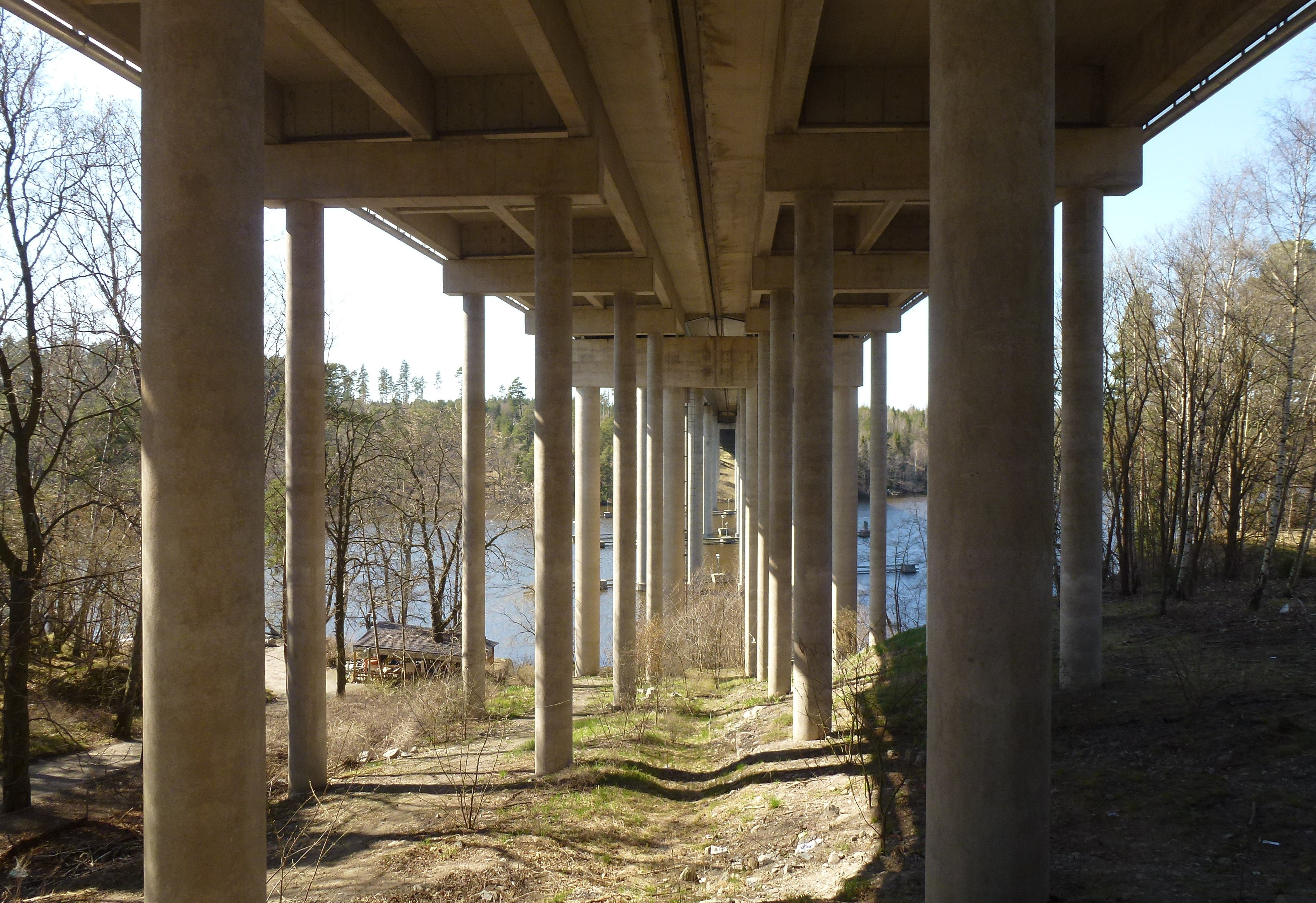
Motorvägsbron från 1967, maj 2013.